# حسن‌آباد (گلستان)
حسن‌آباد روستایی در دهستان ملک‌آباد بخش گلستان شهرستان سیرجان استان کرمان ایران است. این روستا بعد از روستای حسین آباد واقع شده‌است. از قدیم الایام خانواده دبستانی باغبان و دهیار این روستا بوده‌اند. این روستا دارای قنات‌های پرآب‌ی هست که حتی در زمان خشکسالی هم خشک نشدند. این روستا حسینیه نسبتاً بزرگی دارد که در آن مناسبات مذهبی برگزار می‌شود.

## جمعیت
بر پایه سرشماری عمومی نفوس و مسکن در سال ۱۳۹۵ جمعیت این روستا کمتر از ۳ خانوار بوده‌است.